# Maki Kashimada
Maki Kashimada (?, 鹿島田 真希, Kashimada Maki; Tokyo, 26 ottobre 1976) è una scrittrice giapponese.

## Biografia
Nata a Tokyo il 26 ottobre 1976, il suo debutto nella scena letteraria è avvenuto nel 1998 quando, ancora studentessa presso l'Università Shirayuri di Tokyo, ha vinto il Premio Bungei destinato ad autori emergenti con il romanzo Nihiki.
Si è laureata con una tesi sulla linguista e scrittrice Julia Kristeva e nel 2005 la sua quinta opera letteraria, Amore a seimila gradi, romanzo ispirato a Hiroshima mon amour di Marguerite Duras, ha ricevuto il Premio Mishima Yukio.
Tra gli altri riconoscimenti letterari ottenuti si segnala il Noma Literary New Face Prize del 2007 per Pikarudi no sando.
Nel 2012 è stata insignita del prestigioso Premio Akutagawa per Viaggio nella terra dei morti.
Nel racconto i morti del titolo sono i traumatici ricordi del passato che tornano alla memoria della protagonista Natsuko durante il soggiorno in un hotel nel quale era stata da bambina mentre è alle prese con le problematiche di un marito disabile dopo un incidente.

## Opere (parziale)
- Nihiki (1998)
- Region no hanayome (2000)
- Hitori no kanashimi wa sekai no owari ni hitteki suru (2003)
- Shirobara yonshimai satsujin jiken (2004)
- Amore a seimila gradi (Rokusendo no ai, 2005), Roma, edizioni E/O, 2023 traduzione di Anna Specchio ISBN 978-88-335-7653-4.
- Nanbā wan konsutorakushon (2006)
- Pikarudī no sando (2007)
- Zero no ōkoku (2009)
- Ōgon no saru (2009)
- Onna no niwa (2009)
- Kitare yakyūbu (2011)
- Viaggio nella terra dei morti e Novantanove baci (Meido meguri, 2012), Roma, edizioni E/O, 2022 traduzione di Anna Specchio ISBN 978-88-335-7421-9.
- Sono akatsuki no nurusa (2012)
- Harumonia (2013)
- Kurete iku ai (2013)
- Shōjo no tame no himitsu no seisho (2014)
- Shōnen seijo (2016)
- Erabareshi kowareyatachi (2016)

## Premi e riconoscimenti
Premio Bungei
- 1998 vincitrice con Nihiki

Premio Mishima Yukio
- 2005 vincitrice con Amore a seimila gradi

Noma Literary New Face Prize
- 2007 vincitrice con Pikarudi no sando

Premio Akutagawa
- 2012 vincitrice con Viaggio nella terra dei morti